# ŠNK Grozd Kotlina
ŠNK Grozd je nogometni klub iz Kotline.
Trenutačno se natječe u Baranjskoj ligi.

## Povijest
Tijekom 1929. godine, utemeljen je Športski Klub Kotlina i djelovao je do 1941. godine. Novi klub se osniva tek 1969. godine pod imenom NK Grozd Kotlina.
U sezoni 2014./15. se natjecao u 2. ŽNL Osječko-baranjskoj NS Beli Manastir, ali je nakon jesenjeg dijela odustao od daljeg natjecanja, te nije nastavio natjecanje sljedeće sezone u 3. ŽNL.